# Ermita de la Excomunión (Cáceres)
La ermita de la Excomunión, a veces llamada ermita de la Cruz o ermita del Lignum Crucis, es una ermita o capilla del siglo XVI ubicada en la ciudad española de Cáceres (Extremadura). Se ubica en el interior del patio del palacio de los Duques de Abrantes, ubicado unos metros al norte de la Plaza Mayor.
Por desgracia no es una ermita que se pueda visitar todos los días, pues no tiene entrada desde la calle. Para acceder a ella hay que pasar por el interior del palacio para llegar al patio ajardinado y, ahí, se encuentra la pequeña ermita.
Lo que la hace especial es, además de ser privada, que durante muchos siglos albergó en su interior un trozo de la Cruz de Cristo, lo que la llevó a ser centro de peregrinación cristiano por años y años.
A esta reliquia se le perdió la pista por el año 1920, cuando la Condesa de Portazgo quiso trasladarla a Madrid y no se sabe qué pasó con ella.
Hoy en día en el Paladio del Duque de Abrantes hay una residencia femenina, regentado por las religiosas Hijas de Cristo Rey y, por suerte, permiten el acceso a su interior a los fieles que quieren escuchar misa en la ermita tres días al año:
1. La festividad del bautismo de Cristo el 11 de enero
2. El día de invención de Cruz el 3 de mayo
3. El jueves Santo.